# Toradjia celebensis
Toradjia celebensis là một loài chân đều trong họ Scleropactidae. Loài này được Dollfus miêu tả khoa học năm 1898.